# 21e étape du Tour de France 1989
La 21e et dernière étape du Tour de France 1989 est un contre-la-montre. Elle se déroule le dimanche 23 juillet 1989. Elle part de Versailles et arrive à Paris. Elle est remportée par l'Américain Greg LeMond qui remporte le Tour aux dépens de Laurent Fignon, deuxième au classement général (8 secondes de retard) et en tête jusqu'à ce dernier jour. C'est la troisième et dernière fois que le maillot jaune a changé lors de l'ultime étape[précision nécessaire]. L’écart final de 8 secondes entre le vainqueur et son dauphin est le plus faible de tous les Tours de France.

## Parcours
Les organisateurs ont souhaité innover pour ce Tour de France. La traditionnelle dernière étape en ligne des Champs-Élysées est en effet cette année remplacée par un contre-la-montre de 24,5 kilomètres entre Versailles et Paris. Le contre-la-montre est globalement à l'honneur pour ce Tour, avec trois chronos individuels répartis équitablement sur les trois semaines (5e, 15e et dernière étape), en plus du prologue et d'un contre-la-montre par équipe (lors de la 2e étape autour de Luxembourg).

## Situation avant la dernière étape
Au départ du Tour de France 1989, 4 anciens vainqueurs sont présents : Pedro Delgado s'est ôté toute possibilité de victoire dès le prologue de Luxembourg, où il se présente en retard au contrôle. Il termine dernier de ce prologue à 2 minutes 40 du vainqueur, un écart qu'il ne parviendra jamais à combler. Stephen Roche est non-partant lors de la 10e étape. La course s'est rapidement résumée à un duel entre le Français Laurent Fignon (6e participation et 2 victoires consécutives en 1983 et 1984) et l'Américain Greg LeMond, vainqueur 1986 mais forfait en 1987 et 1988. Tout au long de ce Tour, les écarts seront très faibles entre les deux prétendants à la victoire finale.
LeMond, intraitable en contre-la-montre, récupère le maillot jaune dès le premier contre-la-montre individuel entre Rennes et Dinard (5e étape). Cinq jours plus tard, Fignon passe leader dans les Pyrénées. LeMond repasse devant lors du second contre-la-montre, entre Gap et Orcière-Melrette. Il ne reste alors que 6 étapes. Mais deux jours plus tard, après une fantastique ascension dans l'Alpe d'Huez où il reprend plus d'une minute à son rival, Fignon reprend la tête. Il possède 26 secondes d'avance. Le Français gagne l'étape du lendemain à Villard-de-Lans et porte à 50 secondes son avance au général. Il résiste lors des 19e et 20e étapes et l’écart ne bouge plus. Au matin de cette dernière étape, le Français compte donc 50 secondes d'avance sur son dauphin. L’Américain a beau être spécialiste de l'épreuve, personne n'imagine raisonnablement qu'il puisse reprendre 50 secondes sur un parcours plat de moins de 25 kilomètres. Par exemple, lors du parcours entre Dinard et Rennes, trois fois plus long, l'Américain a terminé 56 secondes devant le Français, soit moins d'une seconde de prise par kilomètre. Il lui faudrait en moyenne en reprendre le double pour cette ultime étape.

### Classement au matin de la dernière étape
|    | Cycliste           | Pays        | Équipe |    | Temps            |
| -- | ------------------ | ----------- | ------ | -- | ---------------- |
| 1  | Laurent Fignon     | France      |        | en | 87 h 10 min 48 s |
| 2  | Greg LeMond        | États-Unis  |        | +  | 50 s             |
| 3  | Pedro Delgado      | Espagne     |        |    | 2 min 28 s       |
| 4  | Gert-Jan Theunisse | Pays-Bas    |        |    | 5 min 36 s       |
| 5  | Marino Lejarreta   | Espagne     |        |    | 8 min 35 s       |
| 6  | Charly Mottet      | France      |        |    | 9 min 40 s       |
| 7  | Steven Rooks       | Pays-Bas    |        |    | 9 min 42 s       |
| 8  | Raúl Alcalá        | Mexique     |        |    | 13 min 30 s      |
| 9  | Robert Millar      | Royaume-Uni |        |    | 16 min 31 s      |
| 10 | Sean Kelly         | Irlande     |        |    | 16 min 44 s      |

## La dernière étape
En réalité, Fignon souffre depuis l'avant-veille et l'étape d'Aix-les-Bains d’une légère blessure à l’entrejambe, une irritation liée à l'échauffement par frottement entre la selle et son cuissard. Après le déroulement riche en rebondissements offert par ce Tour, le doute en la victoire promise est évoqué par la presse mais très modérément, eu égard à la brièveté du chrono. Fignon confie à son directeur sportif que son objectif pour sa part sera de ne pas perdre ses deux secondes au kilomètre.
LeMond y croit et veut jouer sa chance jusqu’au bout. Il s’élance de Versailles et tient un rythme important, arqué sur son guidon de triathlète, testé avec succès sur le premier contre-la-montre. Parti en dernier avec deux minutes de retard, Fignon perd deux secondes dès le premier kilomètre. Dès les premières minutes de course, Greg LeMond, la tête prise dans son casque profilé et les mains bien calées aux arceaux de son fameux guidon, donne toute sa puissance en utilisant un développement de plus de 9 mètres et impressionne. Sur une machine plus traditionnelle et moins fluide, les pointages de Fignon confirment la réduction progressive de l’écart au rythme fatidique de deux secondes par kilomètre. Au temps intermédiaire officiel, alors qu'il reste encore 12,8 kilomètres, le Français ne possède déjà plus que 29 secondes d'avance. Sur la deuxième partie très roulante du parcours, les journalistes remarquent en prenant des temps de repère que l'écart continue à s'accentuer cette fois à près de trois secondes par kilomètre ce qui est trop pour Fignon.
À 3 kilomètres de l'arrivée, Fignon ne possède déjà plus qu'une seconde d'avance. À moins de rouler à la même vitesse sur ces 3 000 mètres, il va donc perdre le Tour. LeMond passe la ligne d'arrivée en trombe en ayant presque rejoint Delgado, pourtant parti deux minutes avant lui. Il est l’auteur du meilleur temps avec une vitesse moyenne supérieure à 54 km/h. Il a refusé que lui soient communiqués les écarts sur son parcours. À son arrivée, il est informé de sa bonne performance et suit en direct les deux derniers kilomètres de Fignon pour connaître le temps exact repris. Fignon, qui lui sait qu’il a régulièrement perdu du temps tout au long du parcours livre un long sprint désespéré sur les pavés des Champs-Élysées mais insuffisant. Il s’effondre à terre une fois la ligne passée. Il venait d'apprendre alors qu'il ne lui restait plus qu'une centaine de mètres à faire que LeMond avait gagné le Tour de France. Malgré une 3e place honorable sur l'étape, Fignon a mis 58 secondes de plus que l'Américain et termine second du Tour avec 8 secondes de retard. Cela reste aujourd'hui le plus petit écart jamais enregistré entre un vainqueur et son dauphin dans l'épreuve.
LeMond réalise une moyenne record de 54,55 kilomètres à l'heure : il s'agit du contre-la-montre de plus de 20 kilomètres le plus rapide de l'histoire du Tour.
Il est souvent improprement écrit que Fignon a perdu le Tour pour 8 secondes. Si ces 8 secondes représentent bien l'écart final, le Français a en réalité mis 9 secondes de trop. En cas d'égalité de temps au classement général, LeMond aurait en effet tout de même gagné l'épreuve parce qu'il était le mieux classé de la dernière étape.

## Résultats

### Classement de l'étape
| Classement général de la 21e étape (24,5 km) | Classement général de la 21e étape (24,5 km) | Classement général de la 21e étape (24,5 km) | Classement général de la 21e étape (24,5 km) | Classement général de la 21e étape (24,5 km) |
|                                              | Coureur                                      | Pays                                         | Équipe                                       | Temps                                        |
| -------------------------------------------- | -------------------------------------------- | -------------------------------------------- | -------------------------------------------- | -------------------------------------------- |
| 1er                                          | Greg LeMond                                  | USA                                          | ADR-Agrigel-Bottechia                        | en 0 h 26 min 57 s                           |
| 2e                                           | Thierry Marie                                | FRA                                          | Super U-Raleigh                              | + 33 s                                       |
| 3e                                           | Laurent Fignon                               | FRA                                          | Super U-Raleigh                              | + 58 s                                       |
| 4e                                           | Jelle Nijdam                                 | NED                                          | Superconfex                                  | + 1 min 07 s                                 |
| 5e                                           | Sean Yates                                   | GBR                                          | 7 Eleven-American Airlines                   | + 1 min 10 s                                 |
| 6e                                           | Erich Maechler                               | SUI                                          | Carrera Jeans                                | + 1 min 11 s                                 |
| 7e                                           | Helmut Wechselberger                         | AUT                                          |                                              | + 1 min 11 s                                 |
| 8e                                           | Charly Mottet                                | FRA                                          | RMO-Mavic                                    | + 1 min 16 s                                 |
| 9e                                           | René Beuker                                  | NED                                          | Paternina-Marcos Equizabal                   | + 1 min 19 s                                 |
| 10e                                          | Jesper Skibby                                | DEN                                          | TVM                                          | + 1 min 22 s                                 |
| modifier                                     |                                              |                                              |                                              |                                              |

| Classement intermédiaire (km 11,7) | Classement intermédiaire (km 11,7) | Classement intermédiaire (km 11,7) | Classement intermédiaire (km 11,7) | Classement intermédiaire (km 11,7) |
|                                    | Coureur                            | Pays                               | Équipe                             | Temps                              |
| ---------------------------------- | ---------------------------------- | ---------------------------------- | ---------------------------------- | ---------------------------------- |
| 1er                                | Greg LeMond                        | USA                                | '                                  | en 0 h 12 min 8 s                  |
| 2e                                 | Erich Maechler                     | SUI                                |                                    | + 20 s                             |
| 3e                                 | Laurent Fignon                     | FRA                                |                                    | + 21 s                             |
| 4e                                 | Thierry Marie                      | FRA                                |                                    | + 23 s                             |
| 5e                                 | Jelle Nijdam                       | NED                                |                                    | + 24 s                             |
| 6e                                 | René Beuker                        | NED                                |                                    | + 26 s                             |
| 7e                                 | Sean Yates                         | GBR                                |                                    | + 30 s                             |
| 8e                                 | Edwig Van Hooydonck                | BEL                                |                                    | + 31 s                             |
| 9e                                 | Jean-Claude Colotti                | FRA                                |                                    | + 33 s                             |
| 10e                                | Johannes Draaijer                  | NED                                |                                    | + 35 s                             |
| modifier                           |                                    |                                    |                                    |                                    |

## Classements à l'issue de l'étape

### Classement général
|    | Cycliste           | Pays        | Équipe                |    | Temps            |
| -- | ------------------ | ----------- | --------------------- | -- | ---------------- |
| 1  | Greg LeMond        | États-Unis  | ADR-Agrigel-Botecchia | en | 87 h 38 min 35 s |
| 2  | Laurent Fignon     | France      | Super U-Raleigh       | +  | 8 s              |
| 3  | Pedro Delgado      | Espagne     | Reynolds-Banesto      |    | 3 min 34 s       |
| 4  | Gert-Jan Theunisse | Pays-Bas    | PDM                   |    | 7 min 30 s       |
| 5  | Marino Lejarreta   | Espagne     | Paternina             |    | 9 min 39 s       |
| 6  | Charly Mottet      | France      |                       |    | 10 min 06 s      |
| 7  | Steven Rooks       | Pays-Bas    |                       |    | 11 min 10 s      |
| 8  | Raúl Alcalá        | Mexique     |                       |    | 14 min 21 s      |
| 9  | Sean Kelly         | Irlande     |                       |    | 18 min 25 s      |
| 10 | Robert Millar      | Royaume-Uni |                       |    | 18 min 46 s      |

### Classements annexes
| Classement par points | Classement par points | Classement par points | Classement par points | Classement par points |
| --------------------- | --------------------- | --------------------- | --------------------- | --------------------- |
|                       | Coureur               | Pays                  | Équipe                | Point(s)              |
| 1er                   | Sean Kelly            | IRL                   | PDM                   | 277 points            |
| 2e                    | Etienne De Wilde      | BEL                   | Histor-Sigma          | 194 pts               |
| 3e                    | Steven Rooks          | NED                   | PDM                   | 163 pts               |
| modifier              |                       |                       |                       |                       |

| Classement du meilleur grimpeur | Classement du meilleur grimpeur | Classement du meilleur grimpeur | Classement du meilleur grimpeur | Classement du meilleur grimpeur |
| ------------------------------- | ------------------------------- | ------------------------------- | ------------------------------- | ------------------------------- |
|                                 | Coureur                         | Pays                            | Équipe                          | Point(s)                        |
| 1er                             | Gert-Jan Theunisse              | NED                             | PDM                             | 441 points                      |
| 2e                              | Pedro Delgado                   | ESP                             | Reynolds-Banesto                | 311 pts                         |
| 3e                              | Steven Rooks                    | NED                             | PDM                             | 257 pts                         |
| modifier                        |                                 |                                 |                                 |                                 |

| \| Classement du meilleur jeune \| Classement du meilleur jeune \| Classement du meilleur jeune \| Classement du meilleur jeune \| Classement du meilleur jeune \| \| \| Coureur \| Pays \| Équipe \| Temps \| \| ---------------------------- \| ---------------------------- \| ---------------------------- \| ---------------------------- \| ---------------------------- \| \| 1er \| Fabrice Philipot \| FRA \| Toshiba \| en 88 h 23 min 18 s \| \| 2e \| William Palacio \| COL \| Reynolds-Banesto \| + 59 s \| \| 3e \| Gérard Rué \| FRA \| Super U \| + 18 min 50 s \| \| modifier \| \| \| \| \| |                  |      |                  |                     |
| Classement du meilleur jeune |                  |      |                  |                     |
| | Coureur          | Pays | Équipe           | Temps               |
| 1er | Fabrice Philipot | FRA  | Toshiba          | en 88 h 23 min 18 s |
| 2e | William Palacio  | COL  | Reynolds-Banesto | + 59 s              |
| 3e | Gérard Rué       | FRA  | Super U          | + 18 min 50 s       |
| modifier |                  |      |                  |                     |

## Abandon
- aucun abandon